# Млечево
Млѐчево е село в Северна България, община Севлиево, област Габрово.

## География
Село Млечево се намира на около 20 km югозападно от град Севлиево и 8 km северно от град Априлци. Разположено е в западните разклонения на Черновръшки рид, с център на около 4 km север-северозападно от Черни връх (1199,4 m), в долината на ляв приток на Граднишка река (Боазка река), събиращ водите на няколко потока на територията на селото, и с квартали – бивши села, в околностите му. Млечево има раздвижен релеф; надморската височина на площада в центъра му е около 430 m.
Минаващият през Млечево общински път води на запад през село Гумощник до връзка с третокласния републикански път III-3505, а на изток – до връзка с общинския път GAB1165 (Севлиево – Априлци).
Населението на село Млечево, наброявало 306 души при преброяването към 1934 г. и 270 – към 1965 г., намалява до 145 към 1992 г. и 72 – към 2011 г., а към 2019 г. наброява (по текущата демографска статистика за населението) 108 души.

## История
През 2013 г. към село Млечево са присъединени дотогавашните села Баева ливада, Българи, Малиново, Мариновци и Рогулят.
Във фондовете на Държавния архив Габрово се съхраняват значими за историята на селото документи от съответни периоди на/за:
- Народно основно училище – с. Млечево, Габровско (1861 – 1944); фонд 437К; Промяна в наименованието, история;[5]
- Народно основно училище – с. Млечево, Габровско (1944 – 1970); фонд 605;История;[6]
- Църковно настоятелство при църквата „Св. Димитър“ – с. Млечево, Габровско (1875 – 1944); фонд 183К; История;[7]
- Народно читалище „Развитие“ – с. Млечево, Габровско (1944 – ); фонд 882;История;[8]
- Кредитна кооперация – с. Млечево, Габровско (1925 – 1945); фонд 159K;[9]
- Потребителна кооперация (потребкооп) „Съгласие“ – с. Млечево, Габровско (1944 – 1980); фонд 835; Промяна в наименованието, история;[10]
- Скотовъдна ферма при селкооп „Съгласие“ – с. Млечево, Габровско (1949 – 1957); фонд 397; Промяна в наименованието, история;[11]
- Горско промишлено стопанство (ГПС) – с. Млечево, Габровско (1957 – 1960); фонд 514;[12]
- Трудово кооперативно земеделско стопанство (ТКЗС) – с. Млечево, Габровско (1957 – 1965; 1979 – 1995); Промяна в наименованието, история;[13]

## Население
Преброяване на населението през 2011 г.
Численост и дял на етническите групи според преброяването на населението през 2011 г.:
|                     | Численост | Дял (в %) |
| Общо                | 72        | 100,00    |
| Българи             | 71        | 98,61     |
| Турци               | 0         | 0,00      |
| Цигани              | 0         | 0,00      |
| Други               | 0         | 0,00      |
| Не се самоопределят | 0         | 0,00      |
| Неотговорили        | 1         | 1,38      |

## Известни личности
- Младен Минков Гълъбов / 11.01.1949 - 08.03.2024 / - дългогодишен ръководител на завод "Еловица" - Габрово

## Обществени институции
Изпълнителната власт в село Млечево към 2020 г. се упражнява от кметски наместник.
В село Млечево към 2020 г. има:
- действащо читалище „Развитие – 1924“;[15][16]
- православна църква „Свети Димитър“;[17][7]
- пощенска станция.[18]

## Забележителности
- Паметник с паметни плочи в чест към загиналите от село Млечево през Балканската война (1912 – 1913 г.), Първата световна война (1915 – 1918 г.) и Втората световна война (1944 – 1945 г.).[19]